# Double Arrow Lookout
Le Double Arrow Lookout est une tour de guet du comté de Missoula, dans le Montana, aux États-Unis. Situé à 1 508 mètres d'altitude dans les montagnes Rocheuses, il est protégé au sein de la forêt nationale de Lolo. Construit en 1933, il est inscrit au Registre national des lieux historiques depuis le 25 janvier 2018.